# Dancer Upstairs
Pour plus de détails, voir Fiche technique et Distribution.
Dancer Upstairs (The Dancer Upstairs) est un film hispano-américain réalisé par John Malkovich et sorti en 2002. 
Il s'agit d'une adaptation du roman homonyme de Nicholas Shakespeare. C'est le premier film de John Malkovich, jusque-là connu comme acteur, en tant que réalisateur. Le rôle principal a été confié à Javier Bardem.

## Synopsis
Le lieutenant Agustín Rejas (Javier Bardem), officier de police de la capitale d'un pays d'Amérique latine sans nom, est chargé d'enquêter sur une série d'incidents violents. Certains sont mineurs, d'autres sont plus graves. Ils ont commencé dans des villages isolés ces dernières années, mais ils commencent maintenant à se produire dans la capitale ou à proximité. Tout leur actions ont deux choses en commun: ils s'adressent aux politiciens et ils sont associés à une figure mystérieuse appelée le président Ezekiel, qui semble tenter de saper le gouvernement corrompu et inefficace du pays.
Rejas est mariée à une femme audacieuse et absorbée, mais il est de plus en plus attirée par Yolanda (Laura Morante), danseuse et enseignante de la classe de ballet de sa fille adolescente. Les attaques d'Ezekiel ont rapproché les deux personnages plusieurs reprises. Rejas passe du temps avec Yolanda pour soulager le stress de l'enquête. L'attraction est réciproque, mais ils n'ont pas encore conclus.
Lorsque les commandos d'Ezekiel tuent deux responsables gouvernementaux importants dans la capitale, la loi martiale est proclamée et l'armée prend l'initiative dans l'enquête. Rejas comprend que, à moins de pouvoir trouver et arrêter Ezekiel, le gouvernement s'appuiera de plus en plus sur l'armée pour la sécurité quotidienne. Les abus qui accompagnent le gouvernement militaire vont proliférer et éventuellement détruire la société civile. Le travail de détective obstiné de Rojas découvre un indice crucial permettant de localiser la planque de Ezekiel.
Ce qu’ignore Rejas c'est que la capture d'Ezekiel aura des conséquences sur sa vie sentimentale, familiale et professionnelle.

## Fiche technique
- Titre français : Dancer Upstairs
- Titre original : The Dancer Upstairs
- Titre québécois : La Danse de l'oubli
- Réalisation : John Malkovich
- Scénario : Nicholas Shakespeare, d'après son roman
- Musique originale : Alberto Iglesias
- Direction de la photographie : José Luis Alcaine
- Décors : Laura Musso
- Conception des costumes : Bina Daigeler
- Montage : Mario Battistel
- Production : Andrés Vicente Gómez, John Malkovich
- Sociétés de production : Fox Searchlight Pictures, Mr. Mudd Productions, Lola Films, Antena 3 Televisión et Vía Digital Productions
- Sociétés de distribution : Fox Searchlight Pictures (États-Unis), UGC Fox Distribution (France)
- Pays d'origine :  Espagne,  États-Unis
- Langues originales : anglais, espagnol, quechua
- Format : 1,85:1 - Dolby Digital
- Genre : film dramatique, film policier, thriller
- Durée : 132 minutes
- Dates de sortie : 
  - Italie : 6 septembre 2002 (festival du film de Venise)
  - Espagne : 20 septembre 2002
  - France : 1er janvier 2003
  - États-Unis : 11 janvier 2002 (festival du film de Sundance) ; 2 mai 2003 (sortie nationale)

## Distribution
- Javier Bardem (VF : Bernard Métraux) : Agustín Rejas
- Juan Diego Botto (VF : Boris Rehlinger) : Sucre
- Laura Morante (VF : elle-même) : Yolanda
- Elvira Mínguez (VF : Evelyne Guimmara) : Llosa
- Alexandra Lencastre (VF : Anne Canovas) : Sylvina
- Oliver Cotton (en) (VF : Philippe Catoire) : Merino
- Luis Miguel Cintra (VF : Féodor Atkine) : Calderón
- Javier Manrique (VF : Daniel Lobé) : Clorindo
- Abel Folk (VF : Michel Papineschi) : Ezequiel / Duran
- Marie-Anne Berganza : Laura
- Lucas Rodríguez (VF : Marc Alfos) : Gómez
- Xabier Elorriaga (VF : Michel Favory) : Pascual
- Natalia Dicenta (VF : Emmanuelle Bondeville) : Marina
- Wolframio Sinué : Santiago
- Ramiro Jiménez (VF : Jacques Bouanich) : le sergent Pisac

Source et légende : version française (VF) sur le site Voxofilm